# Aorszok

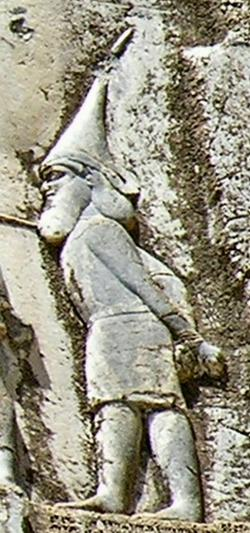
Skukha, az ászi nép aorsz törzsének nagyura a behisztuni felirat domborművén

Az aorszok – görög nyelvű forrásokban aorszoi (ἄορσοι), arab kútfőkben al-Arsiyya, al-Arsiya, As-yah, al-Ursiyya, al-Larisiya, al-Orsiyya és Ors – az alán (korábban masszaget) szövetségéhez tartoztak, s az ászi nép egyik törzsét képviselték. Saját nevükön első ízben – Sztrabón tudósításában – i. e. 2. századi események kapcsán szerepelnek.
Az ászik, következésképpen az aorszok is a szkíta népek szövetségéhez, közelebbről a szakák csoportjába tartoztak.
Az aorszok legkorábbi ismert lakóhelye Khoraszmia oázisa volt az Amu-darja alsó szakaszánál. Az ászi nép névadó törzse pedig a Szir-darja alsó szakaszánál lakott.

## Nevük
Fischer Károly Antal az aorszok nevét örs (helyesen írva őrs) szavunkkal rokonította. A szerző szófejtésének hitelét erősíti ama tény, miszerint a görögösen aorsz stb., arab forrásokban al-Arsiya, Ors stb. címmel illetett törzs a Kárpát-medence helyneveiben Örs (pl. Budaörs, Tarnaörs), illetve jász (pl. Oszlár, Tiszaeszlár) hagyott nyomot. Törökös (többes számú) Eszlar, Oszlar megszólításuk népi nevükre, a (j)ászira, avagy jászra hivatkozik.

## Történetük

### Letelepedésük Közép-Ázsiában
A szakának nevezett szkíta csoport a bronzkor korai szakaszában, i. e. 2200–1800. között szakadt el a kelet-európai szkítáktól. Az Urál hegység nyugati oldaláról, illetve a Volga mellékéről a hegység keleti oldalára költöztek, s az Urál, a Tobol és az Isim folyó vidékén telepedtek le. E népesség a bronzkor középső szakaszában, i. e. 1800–1500. között szétterjedt Közép-Ázsia és Dél-Szibéria pusztaságain. Birtokaikat északon a tajga, nyugaton a Déli-Urál vidéke, Keleten az Altaj, a Szajánok és a Bajkál-tó határolta, délen pedig a Kopet-dag, a Pamír és a Tien-san. (Lásd még: Andronovói műveltség.)
A szakák a bronzkor késői szakaszában telepedtek meg a Turáni-alföld vidékén, egyebek között Khoraszmia területén. Az Amu-darja deltájánál felfedezett tárgyaik korát régészek az i. e. 12–11. századra teszik. A helyszínen feltárt sírhalmokból a szkíta népekre jellemző nyílhegyeket, lószerszámokat, valamint állatalakokkal díszített tárgyakat ástak ki.
Az ászik a Szir-darja és az Amu-darja alsó szakaszánál laktak, az avarok a Kopet-dag északi előterében, a kangarok a Szir-darja középső szakaszát, valamint a Talasz és a Csu folyó lapályát birtokolták, az amürgi szakák a Ferganai-medencét, a szakaurak pedig az Ili folyó és az Iszik-köl vidékén telepedtek le.

### Az Óperzsa Birodalom hűbéreseként

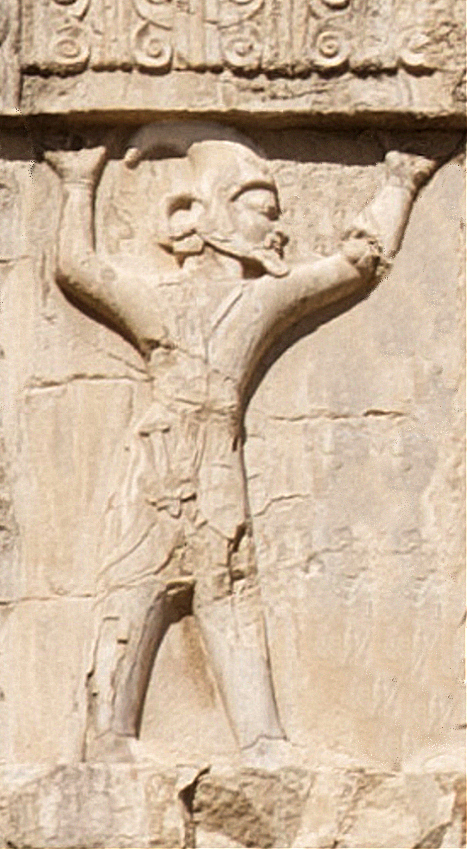
Aorsz harcos ábrázolása I. Khsajársá, perzsa király síremlékén

A khoraszmiai szakák neve első ízben az i. e. 6–5. században bukkan fel, az óperzsa királyi szilafeliratokon, illetve görög forrásban. A perzsák Sakâ tigraxaudâ, azaz hegyes fövegű szakák címmel illették őket. Hérodotosznál nevük orthokorybantioi (ορθοκορυβαντιοι: felálló tarajúak). Hérodotosz munkája említi először az ászi nép kisebb szövetségének nevét (Masszagetai: Μασσαγεται) is.
II. Kurus az i. e. 553. évben fellázadt a méd uralom ellen, és az i. e. 550. évben magához ragadta a Méd Birodalom irányítását. A médek hűbéresei elismerték a perzsák uralmát, mint pl. Hürkánia, vagy megpróbáltak ellenszegülni, a perzsák azonban igába hajtották őket. A szkíták lakta tartományokban történtekről szinte semmit sem tudunk. Parthava és Khoraszmia országrész, továbbá a Ferganai-medence (szkíta neve görögösen Amürgion pedion: Αμυργιον πεδιον) – az avarok, az aorszok, illetve amürgi szakák lakóhelye – Kurus uralkodásának idejében a perzsák fennhatósága alá tartozott, az avarok pedig korábban valószínűleg a médeknek is hűbéres szövetségesei voltak.
Az amürgi szakák neve a perzsa királyi sziklafeliratokon Sakâ haumavargâ, azaz haumát fogyasztók (e név jelentése vitatott), illetve Sakâ tyaiy para Sugdam, vagyis Szogdián túliak (a perzsa szövegben, betű szerint, „sakaibiš tyaiy para Sugdam”, azaz „a szakáktól, kik Szogdián túliak”).
Kurus az i. e. 538. évben lerohanta Margiana, Baktria és Szogdia birtokait, s kiterjesztette a perzsák uralmát a Szir-darjáig. Alighanem a Ferganai-medencét is ez időben vették birtokba a perzsák. Kurus a Szir-darja mellékén védelmi rendszert építtetett. Ennek része volt Kuruskatha (Kurkat) is, az Óperzsa Birodalom legtávolabbi határvárosa. Alapításának időpontja az i. e. 537–532. év.
Kurus valószínűleg kevéssel halála előtt szállta meg az irániak és szkíták (ászik, közelebbről aorszok) lakta Khoraszmia birtokait. A győztes csaták után a Szir-darja mellékén honos ászik (az ászik vezérlő törzse) ellen vonult, ám a döntő ütközetben (i. e. 530.) seregének jó részével együtt elpusztult.
Hérodotosz és Diodórosz Szikeliótész szerint Kurus a masszageták, vagyis az ászik elleni küzdelemben esett el. Bérósszosz pár szavas tudósítása szerint a dahák síkságán vesztette életét. Ktésziasz szerint Kurus a derbikek (helyesen a Hindukus területén élő dyrbaiok) elleni harcban sebet kapott, és néhány nappal később szállásán halt meg. Xenophón szerint a perzsák királya békében halt meg palotájában.
A perzsák által igába hajtott közép-ázsiai szkíták – a daháknak is nevezett avarok, khoraszmiai ászik (aorszok), amürgi szakák – az Óperzsa Birodalom hűbéres szövetségesei, adófizetői voltak, belső ügyeikben azonban félig-meddig önállóan dönthettek. Csapataik a perzsák seregében is szolgáltak. Szkíta lovasság állomásozott pl. az egyiptomi Memphiszben, és a perzsák európai hadjárataiban is részt vettek szkíta lovas csapatok: Thümbra (i. e. 547.), Trákia (i. e. 513.), Marathón (i. e. 490.), Plataia (i. e. 479.) stb.
Amikor I. Darajavaus, perzsa király hatalomra jutott, a Kurus által meghódított országrészek – mint például Mada (Media), Varkana (Hürkánia), Parthava (Parthia), Margush (Margiana) és Saka (az aorszok törzse) – fellázadtak a perzsa uralom ellen. Vishtaspa, Dárajavaus apja volt ez időben Parthava és Varkana helytartója. Míg Darajavaus a babilóniai lázadókkal hadakozott (i. e. 522.), addig Vishtaspa, az i. e. 521. évben, legyőzte a Médiával szövetséges parthavai felkelőket. Parthava ez időben kicsiny terület volt a Kopet-dag előterében, Varkana és Margus tartomány között.
Dárajavaus, miután leverte a perzsa uralom ellen lázadó nemzeteket, az i. e. 520–519. évben leigázta a hegyes fövegű szakákat, vagyis az aorszokat is. A behisztuni felirat ekként írja le a szakák elleni hadjáratot.
„74. §. Kinyilvánítja Dāraxavauš király: Azután a hadi néppel én Sakā (= Saka ország) ellen vonultam, azok után a sakák után, akik hegyes süveget viselnek. Ezek a sakák tőlem elpártoltak. Amikor a Drayához értem, azon ott az egész hadi néppel átkeltem. Azután én a sakákra nagy vereséget mértem. Egyik (vezérüket) foglyul ejtettem. Ezt megkötözve vezették hozzám, és ezt megölettem. (Volt egy) vezérük, Skuxa nevezetű, ezt elfogták és hozzám vezették. Ott egy másikat tettem meg vezérüknek, ahogy én akartam. Azután a tartomány enyém lett.75. §. Kinyilvánítja Dāraxavauš király: Ezek a sakák pártütők voltak, és ők Arumazdāt nem tisztelték. Én tiszteltem Arumazdāt. Arumazdā akaratából, ahogy akartam, úgy bántam velük.” – I. Dárajavaus biszotuni sziklafeliratának 74–75. sora (Harmatta János fordítása).
A draya kifejezés az óperzsa nyelvben nagyobb vizet (tengert, tavat vagy folyót) jelent. A nagyobb víz itt vélhetően az Amu-darja. Skuxa neve angol nyelvű forrásokban rendszerint Skunkha alakban szerepel. Arumazdā az ókori iráni vallás, a zoroasztrizmus fő istensége volt.

### Alexandrosz ázsiai hadjáratai idején
Amikor a makedón görögök hadserege, illetve III. Alexandrosz lerohanta a perzsák birodalmát, utóbbiak közép-ázsiai birtokait – Baktria, Szogdia és Parthava, valamint India határos tartományai – Besszosz, Baktria helytartója (i. e. kb. 336–330.) igazgatta. (Khoraszmia országrész az i. e. 4. század elején visszanyerte függetlenségét – az aorszok megszabadultak a perzsák igájától –, az esemény részleteit azonban nem ismerjük.) Szkíta népekből kiállított csapatok, kivéve talán a khoraszmiai ászikat, a perzsák oldalán harcoltak a makedónok ellen az i. e. 334–331. esztendőben.
A makedónok megszállták Hürkániát és az avarok lakta Parthava országrészt, majd Baktriát és Szogdiát is. A szogdok később fellázadtak, és csatlakoztak hozzájuk a baktriaiak is. Az ellenállási harcokban szövetségesként részt vettek a szakák, név szerint a dahák, vagyis az avarok, valamint a khoraszmiai ászik, vagyis az aorszok lovascsapatai is. A lázadásnak a szogdiai fővezér, Szpitamenész halála vetett véget. Az utolsó összecsapásra a makedónok és az ellenállók között az i. e. 328. évben került sor.

### A kelet-európai pusztán

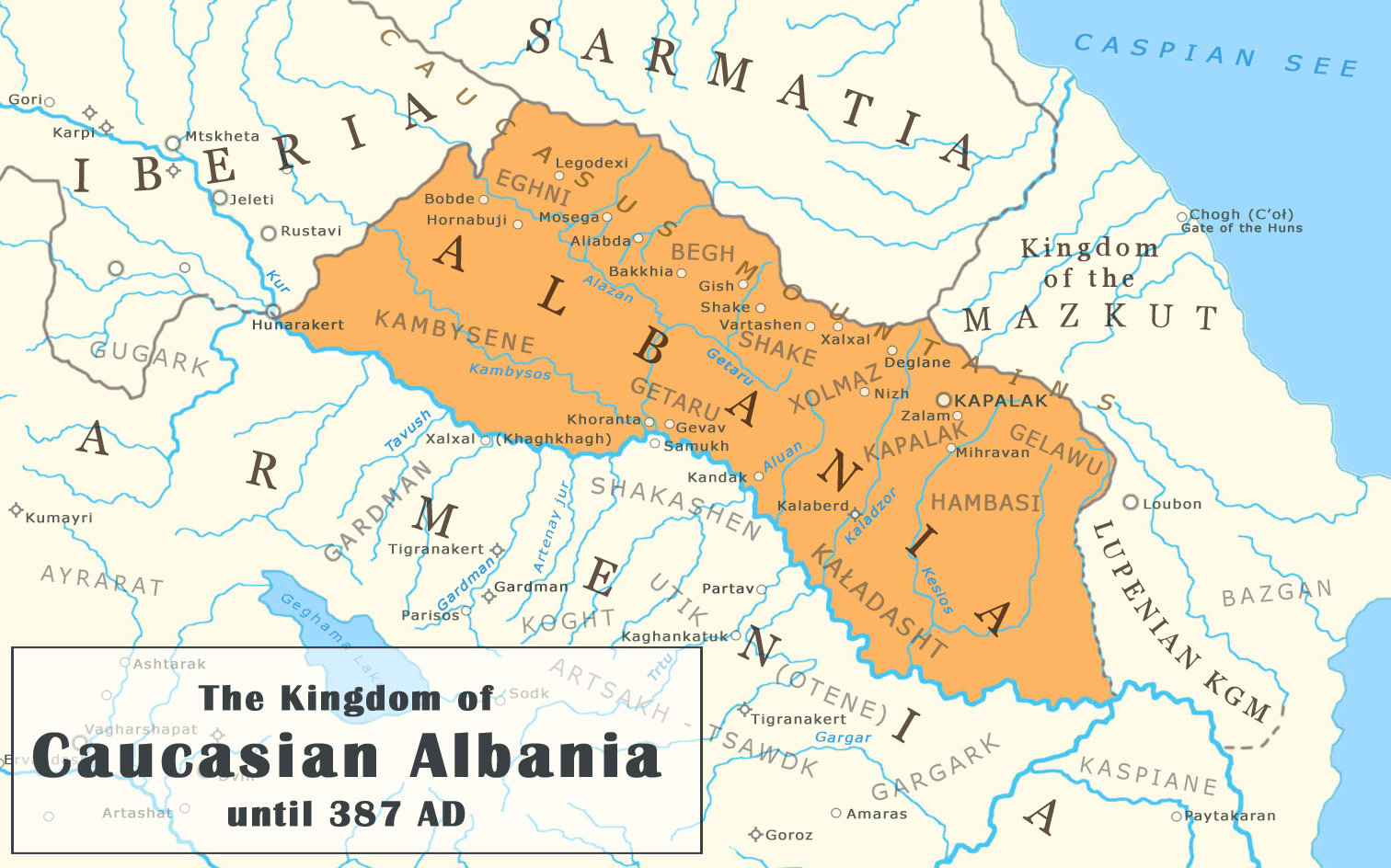
A masszagéták (mazkut) királysága a Keleti-Kaukázusban (i. sz. 290 körül)

Az ászik a jüecsik – utóbb kusánok – vándorlása (i. e. 166–129.), s ennek kapcsán Görög Baktria összeomlása, valamint a kangarok hódításai nyomán függetlenségüket elvesztették.
Az i. e. 130. év táján a kangarok kiterjesztették fennhatóságukat az ászik országára. Az ászik ekkor Kangcsü alárendeltjei, alanyai lettek, s ez okból szövetségük nevét – görögösen masszaget (Masszagetai: Μασσαγεται) – alánra változtatták (Alanoi: Αλανοι). A nép egy része kirajzott közép-ázsiai hazájából. Az i. e. 2. század végéig az ászik törzse az Al-Duna és a Dnyeper, a rhoxolánoké a Dnyeper és a Don, az aorszoké pedig a Don és az Urál folyó között foglalt magának szállást.
A 63. év táján, időszámításunk előtt, Abeakosz, a szirákok fejedelme II. Pharnakész, pontoszi király szövetségese volt. Szpadinész, az aorszok fejedelme úgyszintén. Az aorszok saját (görögösített) neve ekkor jelenik meg forrásainkban, első ízben Sztrabón munkájában. A történetben szereplő szirákok nem tartoztak az alán szövetséghez, felső törzsükről, másik néprészükről nincsen tudomásunk. Az aorszok „felső törzsét” a Déli-Urál vidékén honos népességükkel azonosíthatjuk.
„A Maiótis és a Kaspi-tenger között tovább nomád népek következnek: a nabianosok, a panxanosok és már a siraxok és aorsosok törzsei. Véleményem szerint a siraxok és az aorsok a még följebb lakó népek szökevényei, és az aorsosok északabbra vannak, mint a siraxok. Abeakos, a siraxok királya, amikor Pharnakés birtokában volt a Bosporos, 20 000 lovast küldött, Spadinés pedig, az aorsosok királya, 200 000-et, a följebb lakó aorsosok pedig még többet. Ezek ugyanis nagyobb földet tartottak a birtokukban, s majdnem az egész Kaspi-tengerpartnak az urai voltak, úgyhogy az armeniaiaktól és a médektől átvett indiai és babylóniai árut tevéken szállították be és gazdagságuk folytán aranyékszereket hordtak. Az aorsosok a Tanais mellett laktak, a siraxok pedig az Akhardeos mellett, amely a Kaukázusból ered s a Maiótisba ömlik.” (Sztrabón, XI. 5. 8. Istvánovits és Kulcsár fordítása.)
Az Akhardeosz folyót a Kubánnyal, a Jegorlikkal és a Manyiccsal is azonosítják.
A szirákok és az aorszok, valahányszor részt vettek különböző népek közötti összecsapásokban, egymás ellen harcoltak. Az i. sz. 35–36. évben például az Ibériai Királyság és a Pártus Birodalom hadakozott egymással Armenia trónjának birtoklásáért, s a harcokban szirákok és aorszok csapatai is részt vettek. Az ibériai hadak a döntő csatában legyőzték a parthusokat. Az aorszok a parthusok oldalán, a szirákok a Róma által támogatott kaukázusiak mellett harcoltak.
A boszporoszi háborúban (i. sz. 49.) a Zorsines által vezetett szirákok a pontoszi lázadókat támogatták, az aorszok viszont, Eunones vezetésével, a rómaiakat.
VIII. Mithradatész, a Boszporoszi Királyság hűbéres uralkodója szabadulni próbált Róma igájától, szándékát azonban fivére, Cotys elárulta Claudius, római császárnak. A rómaiak letették trónjáról a lázadót, és helyébe Cotyst ültették.
Mithradatész nem nyugodott bele sorsába. Sereget gyűjtött, s elfoglalta a dandaridák országát. (Nevezettek valószínűleg a Kubány folyó torkolatánál laktak). A rómaiak erre az aorszok fejedelmétől kértek segítséget. A szövetségesek visszafoglalták a dandaridák székhelyét, Soza városát, majd lerohanták a szirákok fő fészkét, Uspe városát, és elpusztították lakóinak jó részét. Zorsines kénytelen volt elismerni Róma fensőbbségét.
A szirákok e háborúskodásban végzetesen meggyengültek, és valószínűleg az aorszok befolyása alá kerültek. A 193. évben újabb boszporoszi viszálykodásban vállaltak szerepet, és ez után nevük többé már nem szerepel híradásokban.
Az aorszok neve is – átmenetileg – ez idő táján tűnt el forrásainkból. Utoljára Klaudiosz Ptolemaiosz említi őket, alanorszoi (αλανορσοι), azaz alán orszok néven, a 2. század közepe táján. Tartózkodási helyüket a Krím-félszigettől északra jelöli meg. A kelet-európai ászik, rhoxolánok és aorszok az első század közepe táján vélhetően egységbe tömörültek, és ez időtől fogva elsősorban szövetségük elnevezését (alánok) használták. Ez után már csak egyszer-egyszer bukkan fel a rhoxolánok neve a Kárpát-medencében, illetve a kelet-európai pusztán, a Dontól nyugatra zajló eseményekkel kapcsolatban. Hasonlóképpen az aorszoké nevezett folyótól keletre, pl. a Kaukázus vidékén. Bizonyára aorszok dúltak Armenia és Kappadókia területén, vettek részt később (hűbéres szövetségesként) a hunok kis-ázsiai hadjáratában, alapították meg az alánok kaukázusi országát stb. Az aorszok alighanem vezető szerepet töltöttek be az utrigurok népességében, s ők szervezték meg a kazárok birodalmát is. Utóbbi állítást forrásaink is megerősítik.
Vespasianus, római császár uralkodásának ötödik évében az alánok feldúlták Média Atropaténé és Armenia királyságát. Armenia uralkodója, I. Tiridatész és fivére, II. Pakorosz (a parthusok később őt választották királyuknak) többször megütközött velük. A parthusok királya, I. Vologaszész hiába fordult Rómához támogatásért, segítséget nem kapott.
Az alánok a 134–136. évben az Ibériai Királyság uralkodójának segédletével újra behatoltak Parthia területére, és a szomszédos római birtokokat is feldúlták. Kaukázusi Albania, Média, Armenia és Kappadókia területén pusztítottak.
A Közép-Ázsiában visszamaradt ászik, valószínűleg az i. sz. 3. század elején, lerázták a kangarok igáját. Szabadságukat, illetve szövetségük régi nevét egy időre visszanyerték – a Keleti-Kaukázusban letelepedett csoportjukat a 3. század elejétől a 4. század közepéig latin, armeniai stb. források ez okból újólag masszaget, maszkut névvel is illették.
A Belső-Ázsiából kirajzó népek – a hun szövetség (hsziungnuk, hunok) népeinek előőrsei – valószínűleg már a 2. század elejétől a Déli-Urál vidékén laktak. Hunok és ászik ekkor még viszonylagos békében éltek egymás mellett, nagyjából a 4. század közepéig. Némelykor – ha elfogadjuk az erről szóló tudósításokat hitelesnek – csapataik Armeniát háborgatták, máskor meg zsoldosként szerepeltek az armeniai uralkodók csatározásaiban.
A 3. század elején (215–250.) a Balti-tenger vidékéről kivándorló gótok a Dnyeper és a Dnyeszter mentén eljutottak a kelet-európai pusztára, és kettévágták az alánok Közép-Ázsiától a Kárpát-medencéig terjeszkedő birodalmát. Az alánok egy része a Prut, illetve a Don mellékére költözött, más részük pedig a század végéig a gótokhoz szegődött. A 4. század elejétől az alánok már csak a Prut mellékét, valamint Don és a Volga közötti területet, illetve a Kaukázus északi előterét uralták.
A 350. év táján a hunok (chionitae) elfoglalták Szogdiát, továbbá az ászik közép-ázsiai országrészét. A hunok és a velük egybevegyült közép-ázsiai ászik a kelet-európai pusztán élő ászi és germán csoportokra törtek. Egy részüket elűzték lakóhelyükről, más részüket uralmuk alá hajtották, s ezekkel egyesülve Délkelet- és Közép-Európát fenyegették. A hsziungnuk vagy ázsiai hunok, valamint a szkíták összekovácsolódtak, s ekképpen született meg az európai hunoknak nevezett alakulat.
A hunok szövetségébe betagozódott ászik részt vettek Régi Nagy Bulgária és a Kazár Birodalom megalapításában is. A Kaukázus északi előterében, a fő hegyvonulat lábánál élő ászik ellenben megőrizték függetlenségüket. Ekkortájt alapították meg országukat, mely a Tyerek folyó felső szakaszától a Kubány felső szakaszáig terjedt. Az országalapításban részt vettek iráni és kaukázusi népek csoportjai is, például a hűbéres szövetséges ironok és digorok, valamint a leigázott dvalok, avagy tualok és a tushetiek, avagy tushok. Nevezettek ma nagyrészt Oszétia, illetve Grúzia lakói. S bár később szorongatták a kaukázusi ászikat a türkök, a kazárok és az arabok, országuk a mongol hódításig fennállott.

### Alánok a Kaukázus vidékén
A 375. év táján az európai hunoknak nevezett népesség megjelent Kelet-Európában, és uralma alá vonta az ott élő alánokat, valamint germán stb. népeket. A Kaukázus északi előterében élő alánok ellenben megőrizték függetlenségüket. Országuk nagyjából a Dariel-szorostól a Kubány folyó forrásvidékéig terjedt. Arab és perzsa forrásokban jobbára alan vagy as néven szerepelnek. Nevüket örökölte a Dariel-szoros: Alánok kapuja (arabul Bab al-Lan, a perzsák nyelvén Dar-i Alanan).
Az 568. évben a nyugat felé terjeszkedő türkök elfoglalták az alánok kaukázusi országát is. Nem sokkal ez után, a 628–630. évben a türkök birodalma összeomlott, és ekkor a Kaukázus vidékén élő hun–szkíta népek – alánok, bolgárok, szabarok stb. – szövetsége megalapította a kazárok országát.
A 737. évben Alániának egyedül kellett megküzdenie a Derbenti- és Dariel-szoroson beözönlő arab seregekkel. Az arabok legyőzték az alánokat, majd a kazárokra támadtak. Valószínűleg e hadjárat kapcsán költözött a kaukázusi alánok egy része a Donyec és a Don közötti erdős puszta területére. A két folyó között letelepedett alánok régészeti hagyatékát nevezzük szaltovo–majackaja műveltségnek.
A kaukázusi alánok a 7–10. században a Kazár Birodalom szövetségesei voltak. Az alán uralkodó Krisztus híve lett, s példáját alattvalóinak egy része is követte. Forrásaink szerint a Bizánci Birodalom keresztény térítői már a 6–7. században eljutottak Alániába.
A 9. század első felében a Kazár Birodalom erejét vallási belháború rendítette meg. A kaukázusi alánok ekkor visszanyerték teljes függetlenségüket, és a 10–11. században királyságuk megerősödött. A 10. századtól keresztény templomokat építettek Alániában, és önálló püspöki székhelyet is alapítottak.
A mongolok az 1239. évben leigázták a kaukázusi alánokat, feldúlták országukat és a fővárost. A foglyokat, a fegyverforgatók egy részét Kínába hurcolták, ahol az 1253. évtől testőrként szolgáltak. Kínai források aszu néven említik őket. A kaukázusi alánok jó része a kunokhoz csatlakozott, velük a kelet-európai puszta nyugati felébe, illetve a magyarok országába költözött, és letelepedett az Alföldön, a mai Jászság területén. Leszármazottaik, a jászok – az ókori szkíta népek közül egyedül ők – mai napig fenntartották nevüket.

### Kazárok

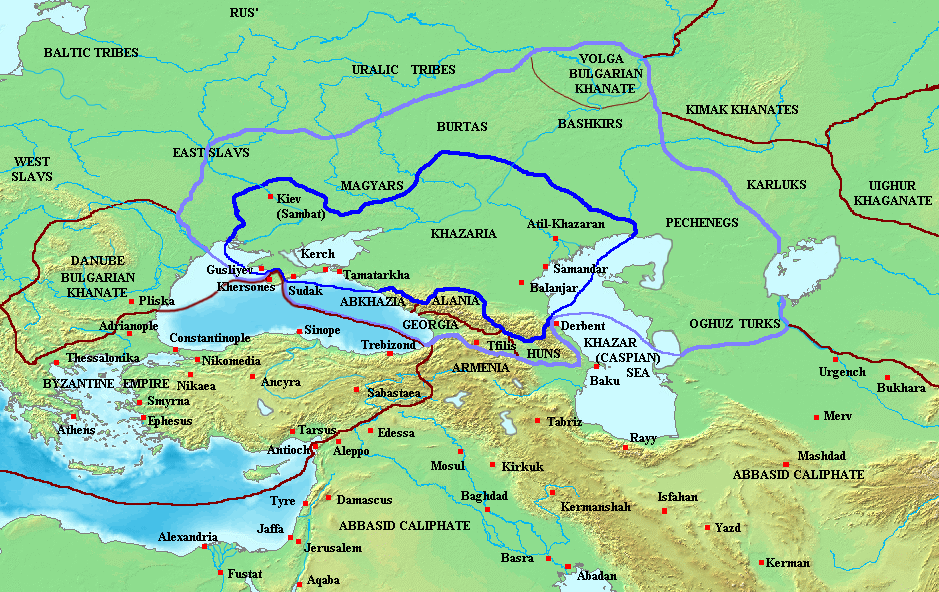
A kazárok birodalma és a szomszédos népek a 820. év táján. Sötétebb kék vonal határolja a kazárok magterületét, világosabb kék jelöli befolyási övezetüket

A kazárok kezdetben az onogur-bolgárok kebelébe tartoztak. Nevük első ízben az 555. évben tűnt fel egy Zakharias rétor munkájához csatolt szír forrásban. Pseudo-Zakharias ekképpen sorolja fel a kelet-európai pusztán, a Kaukázus északi előterében élő török és szkíta „népeket”: wngr (unogor), wgr (ugor), sbr (szabar), bwrgr (burgar), kwrtrgr (kurtorgor), br (abar), ksr (kaszar), dyrmyr (dyrmyr), srwrgwr (szarurgur), bgrsyq (bagarszyk), kwls (kulasz), bdl (abdel), ftlyt (eftalyt).
A felsorolásban említett kazárok, kálizok a Keleti-Kaukázus vidékén élő aorszok voltak. A későbbi birodalomalapításban az ugyanott letelepedett szabarok és berszilek, és bizonyára más népek is részt vettek.
A terjeszkedő Türk Birodalom az 568. évben bekebelezte a kazárok, a kaukázusi alánok, valamint az utrigurok stb. birtokait.
A kazárok a 620. évben Bizánc szövetségeseként hadakoztak a perzsák ellen. Negyvenezer harcost vonultattak fel Tiflisz ostroma idején. Birodalmuk központja kezdetben a Keleti-Kaukázus két nagy városa – Balandzsar, Belendzser (Berenler: Berények) és Szamandar, Szemender (Szemenler: Szemények) – köré tömörült. E városok neve Németh Gyula szerint néptörzsek elnevezésében gyökerezik.
Amikor a türkök birodalma összeomlott, a 628–630. év táján, a kazárok és szövetségeseik, elszakadván a bolgároktól, megalapították saját országukat a Keleti-Kaukázus vidékén. A bolgárok másik csoportja – Kuvrat vezetésével, egyesítvén a Dontól keletre letelepedett utrigurokat és a nevezett folyótól nyugatra élő kutrigurokat – ugyanekkor hozta létre saját államát, Régi Nagy Bulgáriát. A bolgárok keleti szárnyának népei, vagyis az utrigurok között nagy számban éltek aorszok is.
Az arabok hódítási, terjeszkedési törekvéseinek keleten a kaukázusi alánok, illetve a kazárok állták útját. Az arab hadak a Kaukázus szorosain átkelve, a 642–652. évben, Kelet-Európára törtek, a kazárok azonban, kaukázusi fővárosuk, Balandzsar mellett legyőzték és visszaverték őket.
A kazárok kezdetben a Keleti-Kaukázus vidékét birtokolták, utóbb (a 678. év táján) azonban bekebelezték a bolgárok területeit, s befolyásukat kiterjesztették Közép-Ázsia egy részére is. A kazárokat Bizánc nem egyszer – szövetségük, illetve egykori hűbéruraik neve nyomán – onoguroknak, türköknek is címezte.
A hétszázas évek elején az arabok támadást indítottak keleten. Átkeltek a Derbenti-szoroson, és megrohanták a kaukázusi alánok és a kazárok birtokait. A 712. évben Khoraszmia is kezükre jutott. A helyi aorsz (káliz) nemesség és a fegyverviselők színe-java a kazárokhoz menekült. A 722–727. évben az arabok ismét a kaukázusi alánokat és a kazárokat szorongatták. A 723. évben elfoglalták Balandzsar városát, a 737. esztendőben pedig II. Marván ibn Muhammad a kazárok Volga-menti fővárosát (Atil, Itil) fenyegette.
Ali ibn al-Huszajn al-Maszúdi leírja, miszerint a kazárok királyi hadserege muzulmán vallású harcosokból áll, akiket al-lariszi, arszi néven ismernek. Vlagyimir Minorszkij szerint ők muzulmán vallású khoraszmiai alánok, közelebbről aorszok.
Az arszik, folytatja Maszúdi, a kazár fővárosban, Itilben (Khanbalik: Kánváros) jelentek meg. „A távoli időkben az iszlám keletkezése után az országukban háború és pestis tört ki, ők pedig áttelepültek a kazár királyhoz.” „Hősiesek és bátrak, s a király legfőbb támaszai a háborúkban. Meghatározott feltételek mellett maradtak a birtokain, amelyek közül az egyik az volt, hogy nyíltan hódolhatnak a vallásuknak…, ugyanakkor a királyi vezír tisztsége megmarad közöttük, mint a jelen időben is vezír egyikük, Ahmad b. Kuja… Manapság mintegy hétezer ül közülük lóra együtt a királlyal, íjakkal felfegyverezve, páncélba öltözötten, sisakban és páncélingben…”
Azt pedig, hogy Khoraszmia területén a X–XI. században még mindig élt alán lakosság, a jeles khoraszmiai tudós, al-Biruni tanúsítja. A Dzsejhun (Amu-darja) áradása idején Khoraszmia lakóinak egy része – „ezek az alánok és ászok nemzetsége, a nyelvük most a hvárezmi és a pecsenyeg keveréke” – a Kaszpi-tenger partvidékére (vélhetően a kazárok birtokaira) költözött. Khoraszmia a jelzett időben soknyelvű tartomány volt. A besenyők (pecsenyegek) öt törzse török (kipcsak) volt, három törzse kangar, azaz szkíta. A szkíta alánok ekkor, a híradás tanúsága szerint, két nyelvet is bírtak.
A Don és a Dnyeper között élő bolgárok keleti szárnya – fejedelmük hagyomány szerint Kuvrat második fia, Kotrag – a 750. év táján elszakadt az arabok által szorongatott kazároktól, az Urál hegység, illetve a Volga vidékére költözött, s ott megalapította Volgai Bolgárországot. A mai Tatárföld és Csuvasföld köztársaság, lakosságát tekintve, részben e bolgár csoport, részben a szabarok, eszkilek stb. utódja.
A 830. év táján az ugorok, az aorszok és a szabarok egy-egy csoportja is szakított a kazárokkal, és önálló népként – együtt magyaroknak nevezték magukat – lépett a történelem színpadára. Mintegy száz év múlva, a 922. esztendőben a volgai bolgárok is az önállóság útjára léptek.
A 968–969. évben I. Szvjatoszláv, kijevi fejedelem győztes hadjáratot vezetett a magyarok és a volgai bolgárok elszakadása után végzetesen meggyengült kazárok ellen. A kazár nagyhatalom megszűnt, a Volga és a Don között élő pusztai népek kijevi fennhatóság alá kerültek.
Az egykori Kazár Birodalom területén, imitt-amott, még viszonylag hosszú ideig élt ászi (aorsz) népesség, s néhány településük népük nevét is megőrizte. A kazár kagán egykori királyi városa – a mai Asztrahán; nevét első ízben a 13. század elején említik Xacitarxan (Khaszitarkhan) néven – utóbb az Arany Horda királyi városa lett.
Abu Zajid al-Balhi szerint a kazárok nyelve a türkökéhez hasonló. Ahmad ibn Fadlán szerint nyelvük különbözik a türkökétől és a perzsákétól, és semmi más nép nyelvével sem egyezik. Ezt mondja Istahri és ibn Haukál is, s utóbbi még hozzáfűzi: „Az igazi kazárok nyelve különbözik a türkökétől és perzsákétól…” Ibn Haukál eszerint tudta, hogy a kazárok birodalmának népei közül nem mindegyik nyelvére illik ibn Fadlán megállapítása. A mondottak a kazárok két-, illetve többnyelvűségére utalnak.
Istahrinál és ibn Haukálnál még egy másik, előbbitől független beszámolót is olvashatunk a („nem igazi”) kazárok nyelvére vonatkozóan: „Bulgár nyelve olyan, mint a kazárok nyelve.” S végül al-Makdiszi tájékoztatását kell még megemlítenünk: „Al-Hazar nyelve nagyon homályos.”
Németh szerint a kazárok körében beszélték a türk és a szabír nyelvet, valamint a bolgárok nyelvét, azaz a bolgár törököt, s egyes töredékek esetleg más nyelveket. Ama nyelv pedig, mely az arab hírmondók szerint nem hasonlított az általuk ismert nyelvekre, magyar lehetett: „Itt aligha gondolhatunk másra, mint a magyarra.”

### Kavarok–magyarok

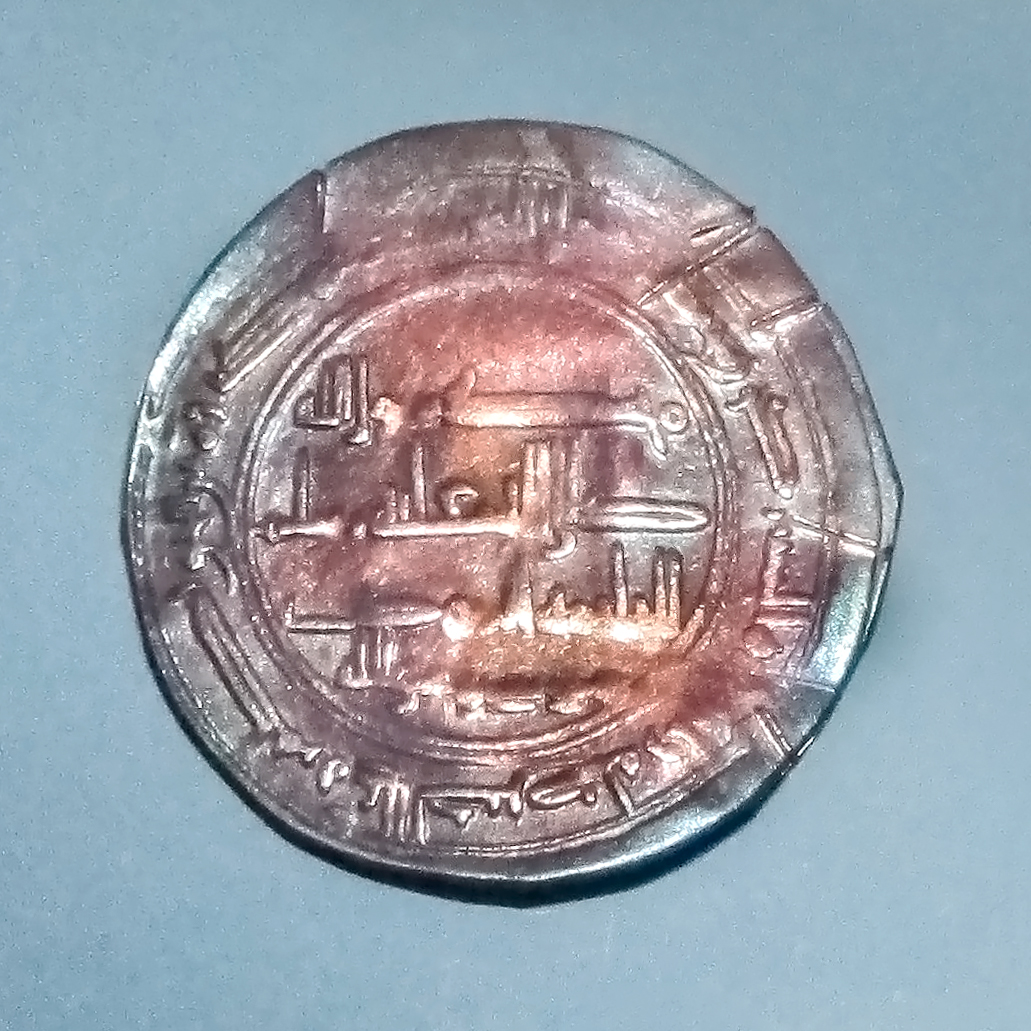
A kazárok pénze (yarmak), 837–838. Az érmék felirata: „arḍ al-ḫazar” (a kazárok országa) vagy „Mûsâ rasûl Allâh” (Mózes, Isten hírnöke)

A 830. év táján vallási belháború ütött ki a kazárok országában. A judaizmus támogatói magukhoz ragadták a hatalmat, s félreállították útjukból az uralkodót. A kazár hadsereg magva fellázadt, a hatalom birtokosai azonban leverték a felkelést. A lázadásban részt vevő ászik, közelebbről aorszok – arab forrásokban nevük al-Arsiyya, al-Arsiya, As-yah, al-Ursiyya, al-Larisiya, al-Orsiyya és Ors – elpártoltak a kazároktól, kavaroknak (καβαροι) nevezték magukat, és csatlakoztak a szabarok egy csoportjához, kik ugyanekkor szakadtak el a kazároktól. E két csoport szövetsége és a kaukázusi szakák, az újsütetű nép magyar (arab forrásokban al-Maggariya, badzsgird, bajdzsirt, basgird, basgurd stb.) néven írta be magát a történelembe, a bizánciak azonban leginkább csak türköknek (tourkoi) nevezték őket.
A magyarok, egy északi kitérő után, a Dnyeper alsó szakasza táján ütöttek tanyát. Történészeink ez utóbbi helyet nevezik Levédiának. A nyolcszázas évek második felében a Kárpát-medencébe is beköltöztek. A magyarok (onogurok: ungari) és a kavarok (cowari) a 881. évben már a Bécsi-medence területén harcoltak I. Szvatopluk, morva fejedelem szövetségeseként a frankok ellen. A Levédiában maradt néprészt az úzok terjeszkedése nyomán nyugat felé vonuló besenyők szorították ki lakóhelyükről a 9. század végén (894–895). Magyarjaink ekkor a történészek által „Etelköznek” nevezett területre, a Dnyeper, a Déli-Bug, a Dnyeszter, a Prut és a Szeret vidékére költöztek. A 895–896. évben azonban, a besenyők foglalása nyomán, kelet-európai területüket fel kellett adniuk, s véderejük is beköltözött a Kárpát-medencébe.
Györffy György szerint vélhetően kavar törzsnév az örs, s feltételezése szerint a berény, berencs is. Nem különben a varsány, melynek mai alakja vélekedése szerint a magyar nyelvben végbement osian > vosian átalakulás eredménye, s e név alán néptöredékre vonatkozik. Ide tartozik még szerinte az eszlár, oszlár név is, mely a törökös esz, illetve osz többes száma. Valószínű tehát, mondja Györffy, hogy a kavarok, egy részük legalábbis, alán eredetűek voltak. Felmerült továbbá, hogy a barszilok nevéből származtatható bercel is kavar törzsnév volt.
A kavarok között – arab tudósítók beszámolója szerint – nagy számban voltak muszlim vallásúak is.

### Jászok
A kazárok birodalmát a Kijevi Rusz a 10. század közepe táján felszámolta. A birodalom népei szétszóródtak, illetve a kelet-európai puszta új uraihoz, például a besenyőkhöz és az úznak, kipcsaknak, palócnak, kanglinak is címzett kunokhoz csatlakoztak. A kötelékeiktől megszabadult ászik (aorszok) nagyobb számban a kunok között élő, törökösen kanglinak nevezett kangarokhoz szegődtek, csakúgy, mint később Alánia lakói is.
A 13. századi tatárjárás, illetve Timur Lenk 14. századi hadjáratainak idején Alánia, az alánok (aorszok) kaukázusi országa elpusztult. Az alánok hűbéresei (dvalok, tushetiek, valamint a szomszédaik által oszétoknak nevezett ironok és digorok) helyben maradtak, s a Kaukázus vidékén élnek a mai napig. Az ászik kisebb része később törökös népek, pl. az alanla néven is ismert, bolgár származású balkárok közé vegyült, s nyelvében törökké lett. Többségük azonban, magával ragadva hűbéreseinek egy csoportját, a kunokkal együtt nyugatra költözött, és végül a magyarok országában lelt hazára. Nevük, jászó (Jasso) alakban, legkorábban az 1245. évben jelenik meg forrásainkban. Az általuk lakott terület neve Jászság, központja Jászberény.